# 希奧利艾體育館
希奧利艾體育館是立陶宛希奧利艾最大的室內體育館。它常舉辦籃球比賽和演唱會。體育場為立陶宛籃球聯賽和歐洲盃籃球賽參賽隊伍BC Šiauliai的主場。體育場也為2011年歐洲籃球錦標賽比賽場館之一。

## 外部連結
- 官方網站

55°55′12″N 23°16′58″E / 55.92000°N 23.28278°E